# Cittareale
Cittareale település Olaszországban, Lazio régióban, Rieti megyében. Lakosainak száma 401 fő (2023. január 1.). Cittareale Accumoli, Amatrice, Borbona, Cascia, Leonessa, Montereale, Posta és Norcia községekkel határos.

## Népesség
A település lakossága az elmúlt években az alábbi módon változott:
| Lakosok száma | 475  | 462  | 401  |
|               | 2017 | 2018 | 2023 |